# Sony Xperia XZ Premium
Il Sony Xperia XZ Premium è uno smartphone di Sony presentato al Mobile World Congress di Barcellona di febbraio 2017, insieme all'Xperia XZs.
I preordini dell'XZ Premium sono iniziati in Europa il 22 maggio e con vendite mondiali da giugno 2017.
Si tratta del successore spirituale del Sony Xperia Z5 Premium e del top di gamma della nuova gamma Xperia X di Sony dopo Xperia XZ. XZ Premium è il primo smartphone al mondo con schermo 4K HDR e con fotocamera con modalità Super Slow Motion che consente di registrare moviola in risoluzione HD 720p a 960 fotogrammi al secondo. Ha un design con vetro posteriore a specchio riflettente ed è presente nelle colorazioni Luminous Chrome, Deepsea Black e Bronze Pink.

## Hardware

### Design e costruzione
Ha un design con vetro posteriore a specchio riflettente ed è presente nelle colorazioni Luminous Chrome, Deepsea Black e Bronze Pink.
Le dimensioni sono di 156 x 77 x 7.9 millimetri ed il peso è di 195 grammi.
XZ Premium è protetto sia nella parte anteriore che in quella posteriore da un vetro Corning Gorilla Glass 5, la parte superiore e quella inferiore sono tagliate al diamante e per la fotocamera anteriore si è usato un anello in acciaio inox. Nella parte frontale sono stati posizionati i due speaker stereo, la fotocamera anteriore da 13 MP, i sensori di luminosità e prossimità e il LED di notifica. Lateralmente è stato posizionato il sensore d'impronte digitali che è nel tasto d'accensione.
Il dispositivo è certificato IP 65/68, resiste quindi completamente alla polvere e resiste all'acqua per 30 minuti alla profondità di 1 metro e mezzo.

### Chipset, memoria e connettività
XZ Premium ha un chipset Qualcomm Snapdragon 835, con processore octa-core (4 Kyro a 2.45 GHz e 4 Kyro a 1.9 GHz) e GPU Adreno 540. Ha 4 GB di memoria RAM LPDDR4X e 64 GB di memoria interna, espandibili con microSD fino a 256 GB. Nella versione Dual SIM del dispositivo, lo slot microSD è lo stesso slot per la seconda SIM (slot ibrido). L'XZ Premium ha connettività 2G GSM, 3G HSPA e 4G LTE, Wi-Fi 802.11 a/b/g/n/ac, dual-band (con WiFi Direct, DLNA e hotspot); Bluetooth 5.0 (con A2DP, aptX ed LE); GPS (con GLONASS, A-GPS, BDS, Galileo); NFC; USB-C 3.1, USB Host.

### Schermo
Lo schermo è un 5.46" IPS LCD conforme ad HDR10, non supporta invece Dolby Vision, è il primo schermo per smartphone 4K HDR (mentre Sony Xperia Z5 Premium fu il primo con 4K in assoluto), usa la tecnologia Sony Triluminos e la tecnologia X-Reality for mobile.

### Fotocamere
Sony ha introdotto con Xperia XZs e Xperia XZ Premium i primi sensori d'immagine a 3 strati con memoria di tipo stacked per smartphone. Il nuovo sensore, conosciuto internamente come Sony IMX400, ha un chip di memoria RAM, che serve come un buffer di grandi dimensioni e veloce in cui la fotocamera può scaricare temporaneamente foto e video senza aspettare necessariamente la memorizzazione dei dati nella memoria interna dello smartphone, funzionando come la RAM di uno smartphone.
La fotocamera posteriore, denominata Motion Eye, è da 19 megapixel, con obiettivo Sony G Lens da 25 mm con apertura massima di f/2.0, pixel pitch di 1,22 micrometri, triplo sensore d'immagine (Exmor RS + autofocus laser + sensore di colori RGBC-IR), messa a fuoco automatica ibrida predittiva, video in Super Slow Motion a 960 fps a risoluzione 720p per 0.18 secondi, video con ISO 12800/4000, video con stabilizzazione a 5 assi SteadyShot, video in 4K 2160p@30fps, Full HD 1080p@30/60 fps, HD 720p@120 fps, zoom digitale 8x.
La fotocamera anteriore è una 13 megapixel con apertura massima di f/2.0, grandangolo da 22 mm e SteadyShot con stabilizzazione a 5 assi.

### Audio
Xperia XZ Premium ha il classico jack audio da 3.5 mm, ha la tecnologia di Sony di codifica audio LDAC e speaker audio stereo.

### Batteria
XZ Premium ha una batteria agli ioni di litio non removibile da 3230 mAh. La ricarica è consentita dalla porta USB-C con supporto ad USB 3.1. Ha inoltre incorporato la tecnologia Qualcomm QuickCharge 3.0, il risparmio energetico Smart Stamina e la tecnologia di ricarica adattiva Qnovo. Ciò consente al dispositivo di controllare in tempo reale i processi elettrochimici della cella e di regolare i parametri di carica in modo da ridurre al minimo i danni alle cellule e di estendere la durata della batteria. Infine ha Battery Care, una funzione proprietaria di Sony che monitora il processo di ricarica dello smartphone per evitare l'eccessivo ricaricamento.

## Software
XZ Premium è venduto con il sistema operativo Android 7.1.1 Nougat, con la classica interfaccia utente minimalista di Sony (con le nuove funzionalità Xperia Action, Smart Cleaner e il risparmio energetico Smart Stamina, con l'aggiunta del Qnovo Adaptive Charging e del Battery Care).